# Benno Schramm
Benno Schramm (obersorbisch Beno Šram; * 2. November 1924 in Camina; † 11. November 2016 in Leipzig) war ein deutscher Schauspieler und Regisseur.

## Leben
Benno Schramm war ein sorbischer Schauspieler und wurde am 2. November 1924 in Camina bei Radibor geboren. Er begann als Matrose bei der Handelsmarine und suchte nach dem Zweiten Weltkrieg eine neue berufliche Betätigung. Bereits frühzeitig fand er über Laienspielgruppen 1948 den Weg zum Sorbischen Volkstheater, welches aus diesen gegründet wurde. Von 1951 bis 1954 besuchte er mit Hilfe eines Wilhelm-Pieck-Stipendiums die Schauspielschule des Deutschen Theater-Instituts Weimar, die sich 1953 mit der Theaterschule Leipzig zur Theaterhochschule Leipzig zusammenschloss. 
Sein erstes festes Engagement nach dem Studium hatte er am Stadttheater Bautzen, welches er in den kommenden Jahren bis 1997 nur durch kurze Engagements am Berliner Maxim-Gorki-Theater und an den Theatern in Gera und Leipzig unterbrach. Im Jahr 1963 wurde das Deutsch-Sorbische Volkstheater als bikulturelles Haus gegründet, wofür er bereits 1952 ein Konzept erarbeitet hatte und dessen Oberspielleiter für die Sparte Schauspiel er wurde.
Benno Schramm lebte mit seiner Familie in Leipzig, wo er 2016 im Alter von 92 Jahren verstarb.

## Filmografie
- 1955: Robert Mayer – Der Arzt aus Heilbronn
- 1959: Maria Stuart (Studioaufzeichnung)
- 1973: Das unsichtbare Visier (Fernsehserie, 3 Episoden)
- 1977: Polizeiruf 110: Ein unbequemer Zeuge (Fernsehreihe)

## Theater

### Schauspieler
- 1958: Heiner Müller: Der Lohndrücker (Brillenträger) – Regie: Hans Dieter Mäde (Maxim-Gorki-Theater Berlin)
- 1959: Alexander Ostrowski: Diebe und Liebe (Semjon) – Regie: Werner Schulz-Wittan (Maxim-Gorki-Theater Berlin)
- 1959: Maxim Gorki: Feinde (Akimow) – Regie: Hans Dieter Mäde (Maxim-Gorki-Theater Berlin)
- 1959: Walentin Katajew: Zeit voraus (Korrespondent) – Regie: Horst Schönemann (Maxim-Gorki-Theater Berlin)
- 1960: Friedrich Schiller: Die Räuber (Hermann) – Regie: Maxim Vallentin/Hans Dieter Mäde (Maxim-Gorki-Theater Berlin)
- 1962: Helmut Sakowski: Steine im Weg (Genossenschaftsbauer) – Regie: Ottofritz Gaillard (Maxim-Gorki-Theater Berlin)
- 1972: Oswald Zaradnik: Solo für Schlaguhr – Regie: Peter Förster (Leipziger Theater – Kammerspiele)
- 1973: Rudi Strahl: Keine Leute, keine Leute – Regie: Christian Bleyhoeffer (Bühnen der Stadt Gera)
- 1985: Karel Čapek/Josef Čapek: Aus dem Leben der Insekten (Landstreicher) – Regie: Pavel Rímský (Deutsch-Sorbisches Volkstheater Bautzen)
- 1989: Ulrich Plenzdorf nach Tschingis Aitmatow: Zeit der Wölfe – Regie: Jörg Liljeberg (Deutsch-Sorbisches Volkstheater Bautzen)
- 1991: Gotthold Ephraim Lessing: Nathan der Weise (Nathan) – Regie: Michael Grosse (Deutsch-Sorbisches Volkstheater Bautzen)

### Regisseur
- 1965: Alexander Ostrowski: Diebe und Liebe (Deutsch-Sorbisches Volkstheater Bautzen)
- 1968: Jurij Brězan: Mannesjahre (Deutsch-Sorbisches Volkstheater Bautzen)

## Hörspiele
- 1960: Alexei Arbusow: Irkutsker Geschichte – Regie: Peter Thomas (Hörspiel – Rundfunk der DDR)

## Auszeichnungen
- 1970: Ćišinski-Preis, 1. Klasse[4]
- 1983: Kunstpreis der DDR[5]
- 1984: Kunstpreis der Domowina[6]
- Ehrenmitglied des Deutsch-Sorbischen Volkstheaters Bautzen